# Osso frontale
L'osso frontale (o osso coronale) è un osso piatto del neurocranio, impari e mediano, a forma di conchiglia. Contribuisce a formare la scatola cranica, sia nella porzione della volta (con la squama) sia nella porzione della base (con la porzione orbitale), anteriormente.

## Aspetto
Nell'osso frontale si considerano:
- Una squama, porzione verticale posta superiormente e corrispondente alla fronte
- Una parte orbitale, porzione orizzontale posta inferoposteriormente, che costituisce il tetto delle cavità orbitarie e della cavità nasale

### Squama
La squama ("Squama frontalis") è la parte più ampia del frontale. Collocandosi verticalmente nella parte superiore dell'osso, essa è limitata superiormente e posteriormente dal margine parietale ed inferiormente dalle arcate orbitarie (o margini sopraorbitari). Lateralmente, la linea temporale, rivolta in alto e posteriormente, delimita le facce temporali. La squama presenta due facce, esterna ed interna.

#### Faccia esterna
La faccia esterna o esocranica della squama frontale è convessa e presenta due tuberosità o bozze frontali, situate circa 3 cm al di sopra delle due arcate sopraciliari: tali eminenze, più prominenti nei crani giovani, variano dimensionalmente da individuo ad individuo e, in alcuni casi, possono presentarsi asimmetricamente. La superficie dell'osso cranialmente a tali rilievi è liscia e ricoperta dalla galea capitis (o aponeurosi epicranica).
Al di sotto delle bozze si trovano le arcate sopraciliari, due prominenze arcuate che si incontrano al centro con un leggero rilievo chiamato glabella (dal latino glăbellus, liscio, riferito al fatto che questa porzione è comunemente glabra). Esse sono generalmente più ampie nel maschio che non nella femmina, e la loro maggiore o minore prominenza dipende in un certo qual grado dalla dimensione dei seni frontali, cavità pneumatiche (contenenti aria) pari e quasi mai simmetriche, comunicanti con le fosse nasali. Esse sono assenti alla nascita e raggiungono la loro dimensione definitiva dopo la pubertà.
Al di sopra della glabella e lungo tutta la linea mediana, si ha una sutura, detta sutura metopica o mediofrontale, generalmente riassorbita o residuale in età adulta.
Caudalmente a ciascuna arcata sopraciliare si trova un margine incurvato e prominente, detto margine sopraorbitario o arcata orbitaria, che forma il confine superiore della base della cavità orbitaria, e separa la squama dalla porzione orbitale dell'osso. Il tratto laterale è spigoloso e prominente, conferendo all'occhio una notevole protezione da traumi; il tratto mediale, invece, è arrotondato. Le arcate orbitarie sono intaccate al confine tra il terzo mediale e quello  intermedio dall'incisura sopraorbitale, talvolta costituente un foro completo, per il passaggio dei vasi e nervo omonimi (branca oftalmica del trigemino).
Il margine sopraorbitario termina lateralmente con il processo zigomatico, robusto e prominente, che si articola con il processo frontale dell'osso zigomatico. Da questo processo si diparte, posterosuperiormente, la linea temporale, che si divide in seguito nelle linee temporali superiore ed inferiore, che proseguono nel cranio intatto lungo la faccia esocranica del parietale. L'area al di sotto e dietro alla linea temporale forma la porzione anteriore della fossa temporale e dà origine alle fibre anteriori del muscolo temporale.
Tra i margini sopraorbitari, la squama si proietta verso il basso, ad un livello più caudale di quello dei processi zigomatici; questa porzione è conosciuta come parte nasale e presenta una discontinuità scabra e irregolare, la incisura nasale, che si articola da entrambi i lati della linea mediana con le ossa nasali e lateralmente con i processi frontali delle ossa mascellari e con l'osso lacrimale. La porzione mediana della sutura frontonasale prende il nome di nasion. Dal centro dell'incisura, il processo nasale si proietta verso il basso e anteriormente, profondamente alle ossa nasali e ai processi frontali delle mascelle, e supporta il dorso del naso. Il processo nasale termina in basso in una spina aguzza e, da entrambi i lati di essa è presente una piccola superficie scanalata, che partecipa alla formazione del tetto della fossa nasale corrispondente.
La spina forma parte del setto nasale, articolandosi anteriormente con la cresta delle ossa nasali e posteriormente con la lamina perpendicolare dell'etmoide.

#### Faccia interna
La faccia interna o endocranica della squama frontale è concava, e si presenta divisa medialmente dalla parte terminale del solco del seno sagittale: i margini del solco, rostralmente, si innalzano ed uniscono a formare una cresta denominata appunto cresta frontale. Essa dà attacco alla falce cerebrale e termina presso l'articolazione con la lamina cribrosa dell'etmoide in un foro, detto foro cieco. Questo è un piccolo solco di dimensioni variabili, solitamente occluso in fondo; nel caso questo sia invece aperto, trasmette una vena dal naso al seno sagittale.
Sul resto della squama si notano le impronte delle circonvoluzioni cerebrali, numerosi solchi, dovuti alle ramificazioni anteriori delle arterie meningee medie e due fosse frontali, corrispondenti alla bozze esocraniche. Numerose, piccole fossette irregolari possono anche essere notate da entrambi i lati del solco sagittale, lasciate dalle granulazioni aracnoidee del Pacchioni.

### Porzione orbitaria
La parte orbitaria consiste di due sottili lamine triangolari, le lamine orbitarie, che vanno a costituire la volta delle due cavità orbitarie e sono separate l'una dall'altra da una discontinuità mediana, l'incisura etmoidale. Esse si distaccano dalle arcate orbitali, portandosi dorsalmente. In tale porzione si possono distinguere una superficie superiore ed una inferiore.
La superficie inferiore di ogni lamina orbitaria è liscia e concava e presenta, lateralmente, coperta dal processo zigomatico, una depressione triangolare poco profonda, detta fossetta lacrimale, che ospita la ghiandola lacrimale. Vicino alla porzione nasale si ha un'altra depressione, la fossetta trocleare, ed occasionalmente una piccola spina trocleare, in cui passa la puleggia tendinea del muscolo obliquo superiore dell'occhio, detta appunto troclea.
La superficie superiore è convessa e marcata da numerosi rilievi ossei detti impronte digitate, che vanno a colmare i solchi e i giri dei lobi anteriori dell'emisfero telencefalico, e da leggeri solchi per le branche meningee dei vasi etmoidali. L'incisura etmoidale è quadrilatera ed occupata, nel cranio articolato, dalla lamina cribrosa dell'osso etmoide. I margini di tale incisura presentano numerose emicellette che, completando le emicellette corrispondenti della faccia superiore delle masse laterali dell'etmoide, completano le cellette etmoidali, cavità pneumatiche collegate con le fosse nasali. Due solchi attraversano tali margini trasversalmente, formando canali con l'etmoide, aperti nella parete mediale dell'orbita: il canale anteriore trasmette il nervo nasociliare e i vasi etmoidali anteriori; il canale posteriore trasmette il nervo e i vasi etmoidali.
Anteriormente all'incisura etmoidale, da entrambi i lati della spina nasale, sono presenti le aperture dei seni frontali.

### Margine
Il margine della squama è spesso, fortemente indentato e assottigliato alle spese della superficie interna cranialmente, dove è appoggiato alle ossa parietali, ed alle spese della superficie interna da entrambi i lati, dove riceve la pressione laterale da tali ossa. Questo margine continua verso il basso con una superficie triangolare, ruvida, che si articola con la grande ala dello sfenoide. I margini posteriori delle lamine orbitali sono sottili e seghettati, e si articolano con le piccole ali dello sfenoide.

## Articolazioni
L'osso frontale si articola con le ossa parietali tramite la sutura coronale, con la piccola e la grande ala dello sfenoide, l'osso lacrimale e con la lamina papiracea dell'etmoide, al confine con la sua faccia infraorbitale; con il processo frontale dell'osso mascellare e con le ossa nasali immediatamente sotto la glabella e con il processo frontale dell'osso zigomatico.

## Ossificazione

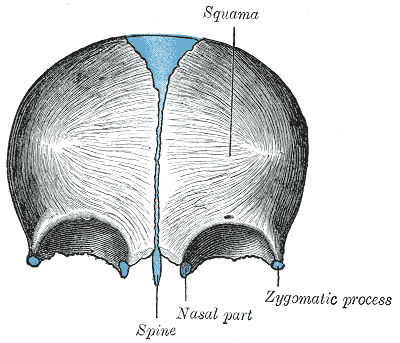
Osso frontale alla nascita

L'ossificazione del frontale è di tipo membranoso ed origina da due centri primari, uno per ciascuna metà, che appaiono attorno alla metà del secondo mese di vita fetale, al di sopra dell'arcata orbitaria. Da ognuno di questi centri l'ossificazione si estende verso l'alto a formare la metà corrispondente della squama, e indietro a formare la lamina orbitaria. La spina nasale si ossifica a partire da un paio di centri secondari, pari e simmetrici, adiacenti alla linea mediana. Centri simili appaiono nella porzione nasale e nei processi zigomatici.
Alla nascita l'osso consiste di due porzioni, separate dalla sutura frontale, che è solitamente obliterata, tranne la sua parte inferiore, entro l'ottavo anno di vita, ma occasionalmente persiste per tutta la durata della vita. Si ritiene generalmente che lo sviluppo dei seni frontali inizi alla fine del primo o all'inizio del secondo anno di vita, ma può anche iniziare alla nascita. I seni sono di dimensioni considerevoli entro il settimo-ottavo anno di vita, ma non raggiungono le loro proporzioni definitive fino al termine della pubertà.

## Ulteriori immagini

Posizione dell'osso frontale nel cranio umano (in rosso).
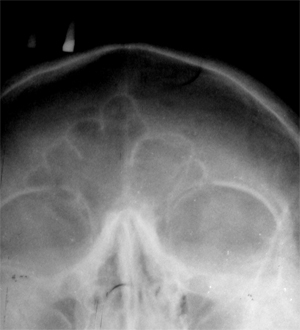
Radiografia che mostra i seni frontali

## Negli altri animali
Nella maggior parte dei vertebrati, l'osso frontale è pari, e non singolo in seguito a fusione come si presenta negli umani. È tipicamente localizzato nella porzione superiore della testa, tra gli occhi, ma in molti animali non mammiferi non forma parte della cavità orbitale. Nei rettili, nei pesci ossei e negli anfibi è spesso separato dalle orbite da due o più ossa addizionali, non riscontrabili nei mammiferi. Queste ossa, dette prefrontali e postfrontali, formano assieme il margine superiore delle orbite e giacciono da entrambi i lati delle ossa frontali.